# Finnische Methode
Die Finnische Methode (auch als Referenzwirkungsgradmethode bezeichnet, englisch alternative generation method) ist eine Allokationsmethode zur Aufteilung des Brennstoffeinsatzes auf die erzeugte Wärme und elektrischen Energie bei der Kraftwärmekopplung (KWK). Die Aufteilung erfolgt im Vergleich zu einem Referenzsystem (daher der Name Referenzwirkungsgradmethode). Zur Beschreibung des Brennstoffaufwands werden typischerweise Primärenergiebedarf, direkte CO2-Emissionen oder CO2-Äquivalente herangezogen. Sie wird sowohl bei der Berechnung von Energiebilanzen ganzer Volkswirtschaften als auch zur Beurteilung einzelner KWK-Anlagen (z. B. Heizkraftwerke) angewendet. Mit der Einführung des Kohlendioxidkostenaufteilungsgesetzes (CO2KostAufG) wird diese Methode in Deutschland verwendet, um die direkten CO2-Emissionen der Wärmeerzeugung einer KWK-Anlage zu bestimmen, damit die Kosten aus der nationalen Bepreisung von CO2-Emissionen nach dem Brennstoffemissionshandelsgesetz (BEHG) zwischen Mieter und Vermieter aufgeteilt werden können.

## Beschreibung der Methode
Im ersten Schritt wird berechnet, welche Brennstoffeinsparung die gekoppelte Wärme- und Stromerzeugung im Vergleich zu einem Referenzsystem erzielt hat. Das Referenzsystem verwendet dabei den gleichen Brennstoff, wie die KWK-Anlage, aber in zwei getrennten (also ungekoppelten) Prozessen. Für jeden Brennstoff und für jedes Land innerhalb der europäischen Union gibt es einen individuellen Satz an Referenzwirkungsgraden (ηth,Ref und ηel,Ref). Die relative Brennstoffeinsparung wird dann zu gleichen Teilen auf die gekoppelte Wärme- und Stromerzeugung aufgeteilt. Maßgebend ist hierbei die Aufteilung des Brennstoffbedarf des Referenzsystems. Ist die Aufteilung der Brennstoffeinsparung bekannt, werden die Aufwandszahlen, wie Primärenergiefaktor und CO2-Emissionsfaktor bestimmt.
Die Aufteilung kann sowohl über die Wirkungsgrade, als auch für die Nutzungsgrade erfolgen. Typischerweise erfolgt die Berechnung über die Jahresnutzungsgrade einer KWK-Anlage.
Zunächst werden über die thermische Jahresarbeit Wth,KWK, die elektrische Jahresarbeit Wel,KWK und den gesamten Jahresbrennstoffeinsatz WBr,KWK für die KWK-Anlagen ein thermischer Wirkungsgrad ηth,KWK und ein elektrischer Wirkungsgrad ηel,KWK bestimmt:
{\displaystyle \eta _{\mathrm {th,KWK} }={\frac {W_{\mathrm {th,KWK} }}{W_{\mathrm {Br,KWK} }}}}
{\displaystyle \eta _{\mathrm {el,KWK} }={\frac {W_{\mathrm {el,KWK} }}{W_{\mathrm {Br,KWK} }}}}
Zusammen mit den thermischen und elektrischen Wirkungsgraden des Referenzsystems ηth,Ref und ηel,Ref kann dann die Brennstoffeinsparung BSE gegenüber dem Referenzsystem bestimmt werden:
{\displaystyle BSE=\left(1-{\frac {1}{{\frac {\eta _{\mathrm {th,KWK} }}{\eta _{\mathrm {th,Ref} }}}+{\frac {\eta _{\mathrm {el,KWK} }}{\eta _{\mathrm {el,Ref} }}}}}\right)\cdot 100\,\%}
Anmerkung: Da 100 % = 1 lässt sich die Formel alternativ auch ohne den Term „{\displaystyle \cdot } 100 %“ darstellen.
In Deutschland sind die Referenznutzungsgrade in der ZuV 2020 wie folgt definiert:
|                                | Steinkohle, Koks und sonstige feste Brennstoffe | Braunkohle, Braunkohlebriketts | Gasöl, Heizöl, Flüssiggas und sonstige flüssige Brennstoffe | Erdgas und weitere gasförmige Brennstoffe |
| ------------------------------ | ----------------------------------------------- | ------------------------------ | ----------------------------------------------------------- | ----------------------------------------- |
| {\displaystyle \eta _{el,Ref}} | 44,2 %                                          | 41,8 %                         | 44,2 %                                                      | 52,5 %                                    |
| {\displaystyle \eta _{th,Ref}} | 88 %                                            | 86 %                           | 89 %                                                        | 90 %                                      |

Über die Brennstoffeinsparung und die Wirkungsgrade kann dann der gesamte Brennstoffeinsatz WBr,KWK auf einen Brennstoffeinsatz zur Wärmeerzeugung Wth,Br und einen Brennstoffeinsatz zur Stromerzeugung Wel,Br aufgeteilt werden:
{\displaystyle W_{\mathrm {th,Br} }=W_{\mathrm {Br,KWK} }\cdot (1-BSE)\cdot {\frac {\eta _{\mathrm {th,KWK} }}{\eta _{\mathrm {th,Ref} }}}}
{\displaystyle W_{\mathrm {el,Br} }=W_{\mathrm {Br,KWK} }\cdot (1-BSE)\cdot {\frac {\eta _{\mathrm {el,KWK} }}{\eta _{\mathrm {el,Ref} }}}}
Der Brennstoffeinsatz wird dann im letzten Schritt mit der entsprechenden Allokationsgröße gewichtet. In Deutschland werden im Rahmen der Aufteilung der CO2-Emissionen einer Fernwärmeversorgung zwischen Mieter und Vermieter (siehe BEHG und CO2KostAufG) als Allokationsgröße die direkten Emissionen des Brennstoffbedarf für die Wärmeversorgung bestimmt.
{\displaystyle E_{th}=W_{\mathrm {Br,KWK} }\cdot (1-BSE)\cdot {\frac {\eta _{\mathrm {th,KWK} }}{\eta _{\mathrm {th,Ref} }}}\cdot f_{CO_{2},Br}}
Die thermische und elektrische Jahresarbeit in Bezug zum jeweiligen Brennstoffeinsatz ergibt den effektiven Wirkungsgrad des Teilprozesses.
{\displaystyle \eta _{\mathrm {th,eff} }={\frac {W_{\mathrm {th} }}{W_{\mathrm {th,Br} }}}}
{\displaystyle \eta _{\mathrm {el,eff} }={\frac {W_{\mathrm {el} }}{W_{\mathrm {el,Br} }}}}

## Herleitung der Brennstoffeinsparung
Die Brennstoffeinsparung BSE gegenüber dem Referenzsystem ηth,Ref und ηel,Ref begründet sich wie folgt. Eine KWK-Anlage verwendet den Brennstoff  WBr,KWK
{\displaystyle A=\eta _{el,KWK}\cdot W_{Br,KWK}}
{\displaystyle Q=\eta _{th,KWK}\cdot W_{Br,KWK}}
Darin sind A die Menge des durch die KWK-Anlage erzeugte Stroms und Q die durch die KWK-Anlage erzeugte Wärme.
Das Referenzsystem benötigt für die gleiche Menge Strom und Wärme die folgende Menge an Brennstoff:
{\displaystyle W_{\mathrm {Br,Ref} }=W_{\mathrm {Br,Ref,el} }+W_{\mathrm {Br,Ref,th} }={\frac {A}{\eta _{\mathrm {el,Ref} }}}+{\frac {Q}{\eta _{\mathrm {th,Ref} }}}={\frac {\eta _{\mathrm {el,KWK} }\cdot W_{\mathrm {Br,KWK} }}{\eta _{\mathrm {el,Ref} }}}+{\frac {\eta _{\mathrm {th,KWK} }\cdot W_{\mathrm {Br,KWK} }}{\eta _{\mathrm {th,Ref} }}}=\left({\frac {\eta _{\mathrm {th,KWK} }}{\eta _{\mathrm {th,Ref} }}}+{\frac {\eta _{\mathrm {el,KWK} }}{\eta _{\mathrm {el,Ref} }}}\right)\cdot W_{\mathrm {Br,KWK} }}
Die Brennstoffeinsparung ist die Differenz zwischen dem Brennstoffbedarf des ungekoppelten Referenzsystems WBr,Ref und der Kuppelproduktion WBr, bezogen auf das Referenzsystem.
{\displaystyle BSE={\frac {W_{\mathrm {Br,Ref} }-W_{\mathrm {Br,KWK} }}{W_{\mathrm {Br,Ref} }}}=1-{\frac {W_{\mathrm {Br,KWK} }}{W_{\mathrm {Br,Ref} }}}=1-\left({\frac {\eta _{\mathrm {th,KWK} }}{\eta _{\mathrm {th,Ref} }}}+{\frac {\eta _{\mathrm {el,KWK} }}{\eta _{\mathrm {el,Ref} }}}\right)^{-1}}
Im nächsten Schritt muss der Brennstoffbedarf auf Wärme und Strom verteilt werden. Als Basis dient der Brennstoffbedarf des Referenzsystem:
{\displaystyle \alpha _{el}={\frac {W_{Br,Ref,el}}{W_{Br,Ref}}}}
{\displaystyle \alpha _{th}={\frac {W_{Br,Ref,th}}{W_{Br,Ref}}}}
Da {\displaystyle W_{\mathrm {Br,Ref} }=W_{\mathrm {Br,Ref,el} }+W_{\mathrm {Br,Ref,th} }} ist, gilt
{\displaystyle \alpha _{el}+\alpha _{th}=1}
und es ergibt sich
{\displaystyle \alpha _{el}={\frac {W_{Br,Ref,el}}{W_{Br,Ref}}}={\frac {\frac {A}{\eta _{el,Ref}}}{W_{Br,Ref}}}={\frac {\frac {W_{Br,KWK}\cdot \eta _{el,KWK}}{\eta _{el,Ref}}}{W_{Br,Ref}}}={\frac {W_{Br,KWK}}{W_{Br,Ref}}}\cdot {\frac {\eta _{el,KWK}}{\eta _{el,Ref}}}}
{\displaystyle \alpha _{th}={\frac {W_{Br,Ref,th}}{W_{Br,Ref}}}={\frac {\frac {Q}{\eta _{th,Ref}}}{W_{Br,Ref}}}={\frac {\frac {W_{Br,KWK}\cdot \eta _{th,KWK}}{\eta _{el,Ref}}}{W_{Br,Ref}}}={\frac {W_{Br,KWK}}{W_{Br,Ref}}}\cdot {\frac {\eta _{th,KWK}}{\eta _{th,Ref}}}}
Darin entspricht
{\displaystyle {\frac {W_{Br,KWK}}{W_{Br,Ref}}}=1-BSE}
Somit ergibt sich
{\displaystyle W_{\mathrm {th,Br} }=W_{\mathrm {Br,KWK} }\cdot (1-BSE)\cdot {\frac {\eta _{\mathrm {th,KWK} }}{\eta _{\mathrm {th,Ref} }}}}
{\displaystyle W_{\mathrm {el,Br} }=W_{\mathrm {Br,KWK} }\cdot (1-BSE)\cdot {\frac {\eta _{\mathrm {el,KWK} }}{\eta _{\mathrm {el,Ref} }}}}
Berechnet man den thermischen und den elektrischen CO2-Emissionsfaktor, so werden die CO2-Emissionen der KWK-Anlage {\displaystyle f_{CO_{2},Br}\cdot W_{Br,KWK}} gemäß der Allokationsfaktoren {\displaystyle \alpha _{el}} und {\displaystyle \alpha _{th}} auf Strom und Wärme aufgeteilt.
{\displaystyle E_{el}=\alpha _{el}\cdot f_{CO_{2},Br}\cdot W_{Br,KWK}}
{\displaystyle E_{th}=\alpha _{th}\cdot f_{CO_{2},Br}\cdot W_{Br,KWK}}
Die spezifischen CO2-Emissionsfaktoren ergeben sich dann zu
{\displaystyle f_{CO_{2},el}={\frac {\alpha _{el}\cdot f_{CO_{2},Br}\cdot W_{Br,KWK}}{A}}={\frac {\alpha _{el}\cdot f_{CO_{2},Br}}{\eta _{el,KWK}}}}
{\displaystyle f_{CO_{2},th}={\frac {\alpha _{th}\cdot f_{CO_{2},Br}\cdot W_{Br,KWK}}{Q}}={\frac {\alpha _{el}\cdot f_{CO_{2},Br}}{\eta _{th,KWK}}}}
Zur Berechnung der Primärenergiefaktoren kann analog verfahren werden, wobei der Emissionsfaktor {\displaystyle f_{CO_{2},Br}} durch den Primärenergiefaktor {\displaystyle f_{P,Br}} ersetzt werden muss.

## Anwendungen und Abgrenzung
Die Finnische Methode wird bei der Erstellung von Energiebilanzen angewandt, konkurriert aber mit anderen Methoden. So wird die Finnische Methode beispielsweise bei den von der Arbeitsgemeinschaft Energiebilanzen für Deutschland erstellten Energiebilanzen angewendet, wobei Referenzwirkungsgrade von ηth,Ref = 80 % und ηel,Ref = 40 % angesetzt werden. Die Energiebilanzen der deutschen Bundesländer werden ebenfalls mit der Finnischen Methode, allerdings mit Referenzwirkungsgraden von ηth,Ref = 90 % und ηel,Ref = 40 % bestimmt. Im Gegensatz dazu verwenden z. B. International Energy Agency (IEA), Organisation für wirtschaftliche Zusammenarbeit und Entwicklung (OECD) und Eurostat eine andere Methode.
Gemäß der europäischen KWK-Richtlinie 2004/8/EG war die Verwendung der Finnischen Methode zur Bestimmung der Primärenergieeinsparung von einzelnen KWK-Anlagen vorgeschrieben. Diese Richtlinie wurde durch die Energie-Effizienz-Direktive (EED) 2012/27/EU abgelöst, in der in Anhang II die Primärenergieeinsparung (PEE) nach der gleichen Formel zu berechnen ist.
Neben der Finnischen Methode existieren weitere Methoden zur Berechnung der Primärenergieeinsparung und Allokation von Brennstoffeinsätzen (und damit auch von CO2-Emission) auf Strom und Wärme.

## Vor- und Nachteile
Laut VDI-Richtlinie 4661 „gibt [es] keine Methode, die insgesamt, d. h. nach thermodynamischen, wirtschaftlichen und ökologischen Kriterien gleichermaßen zwingend anzuwenden wäre“. Es ist jeweils zu prüfen, ob die Finnische Methode oder eine andere Methode „für den jeweils betrachteten Fall und den daraus resultierenden Aussagen besser oder schlechter geeignet“ ist.
Als Vorteile der Finnischen Methode werden angegeben:
- Es erfolgt keine Überbewertung der Brennstoffeinsparung.[3]
- Es wird nicht nur die betrachtete KWK-Anlage selbst beurteilt, sondern ihre Energieeinsparung zur ungekoppelten Strom- und Wärmeerzeugung.[3]
- Es kommt zu keinen negativen Kennzahlen, wie es bei der Stromgutschriftmethode der Fall ist.

Daneben werden folgende Nachteile angegeben:
- Sie ist verhältnismäßig aufwändig.[9]
- Es müssen Annahmen zu Referenzanlagen und damit Referenzwirkungsgraden getroffen werden.[9] Die Referenzwirkungsgrade können in einem weiten Bereich streuen und haben daher einen starken Einfluss auf das Ergebnis.[3]